# Kregervanrija fluxuum
Kregervanrija fluxuum är en svampart som först beskrevs av Phaff & E.P. Knapp, och fick sitt nu gällande namn av Kurtzman 2006. Kregervanrija fluxuum ingår i släktet Kregervanrija och familjen Pichiaceae.   Inga underarter finns listade i Catalogue of Life.